# Собор Святых Петра и Павла (Лубумбаши)
Собо́р Святы́х Петра́ и Па́вла (фр. Cathédrale Saints Pierre et Paul de Lubumbashi) — католический храм в Лубумбаши, провинция Верхняя Катанга в Демократической Республике Конго. Собор архиепархии Катанги. Также известен как Собор Лубумбаши (фр. Cathédrale de Lubumbashi).

## История
5 августа 1910 года Святой Престол учредил апостольский префектура Лубумбаши, выделив её из апостольский викариат Леопольдвиля (ныне — архиепархия Киншасы). Было начато строительство храма, которое закончилось в 1920 году. 22 марта 1932 года апостольская префектура Лубумбаши была преобразована в апостольский викариат, а храм стал резиденцией епископов.
Ему был присвоен статус собора после повышения Апостольского викариата Катанги до епархиального статуса в 1959 году буллой «Cum parvulum» Папы Иоанна XXIII. С 2010 года пастырскую ответственность несет епископ Жан-Пьер Тафунга.

## Описание
Собор расположен в городе Лубумбаши в провинции Верхняя Катанга в Демократической Республике Конго. Является приход Римско-католической церкви и резиденцией митрополита Лубумбаши (Archidioecesis Lubumbashiensis). Собор расположен между проспектами Капенда и Каса-Вубу. Неподалеку расположены монастырь Святых Петра и Павла и несколько губернских правительственных зданий.